# Maria Husemann
Maria Husemann (* 1. November 1892 in Elberfeld; † 12. Dezember 1975 in Wuppertal) war eine deutsche Sekretärin, die während der Zeit des Nationalsozialismus Widerstand gegen das NS-Regime leistete.

## Leben
1926 begann Maria Husemann ihre Tätigkeit als Sekretärin in der Elberfelder Geschäftsstelle der Caritas; ihr Chef war Kaplan Hans Carls. Nach der „Machtergreifung“ durch die Nationalsozialisten sorgte sie gemeinsam mit Carls dafür, dass jüdische und „halbjüdische“ Bürger Ausweispapiere und Unterstützung erhielten. Im Büro der Caritas wurden außerdem anti-nazistische Schriften vervielfältigt und verteilt, darunter die Predigten des Münsteraner Bischofs Clemens von Galen gegen die Euthanasie.
Im September 1941 wurde das Büro wegen der Verbreitung der Schriften denunziert. Ein Besucher des Büros, der um Kopien der Schriften gebeten hatte, kam für 18 Monate ins Lager, Maria Husemann wurde verhaftet und zunächst wieder freigelassen. Am 7. November 1941 wurde Hans Carls verhaftet und ins KZ Dachau gebracht; Maria Husemann versorgte den schwerkranken Kaplan mit Lebensmitteln und Medikamenten und unterstützte weitere Inhaftierte. Regelmäßig fuhr sie nach München, um die aus dem KZ herausgeschmuggelten Berichte Hans Carls’ in Empfang zu nehmen, zu verwahren und an höchste kirchliche und weltliche Kreise weiterzuleiten.
Am 22. Dezember 1943 wurde Maria Husemann von der Gestapo verhaftet. Zuvor hatte sie, nachdem sie ausgebombt worden war, verräterische Dokumente an eine Bekannte zur Verwahrung übergeben. Bei der geplanten Rückgabe wurden die Unterlagen aus einem Auto gestohlen, der Dieb warf die Papiere jedoch weg. Passanten fanden die Dokumente, und schließlich landeten diese bei den Behörden. Nach ihrer Verurteilung wurde Husemann in das Arbeitslager Graslitz des KZ Flossenbürg deportiert, wo sie als Zwangsarbeiterin in der Rüstung arbeitete. Im Frühjahr 1945 wurde das KZ geräumt und die Insassen auf einen Todesmarsch gebracht, den Maria Husemann gemeinsam mit zwei Jüdinnen, für die sie sich eingesetzt hatte, überlebte. Sie kehrte nach Wuppertal zurück, wo sie zunächst zwei Monate im Krankenhaus verbrachte.
Bis 1951 arbeitete Maria Husemann gemeinsam mit Hans Carls erneut für die Caritas, die ihr die Silberne Ehrennadel des Verbandes verlieh. Ab 1950 war sie Vorsitzende des von ihr mitbegründeten Bundes der Verfolgten des Naziregimes (BVN), 1959 gemeinsam mit Johannes Rau Mitbegründerin der Gesellschaft für Christlich-Jüdische Zusammenarbeit und später deren Geschäftsführerin. 1970 erhielt sie das Bundesverdienstkreuz 1. Klasse aus der Hand von Rau. Seit 1993 erinnert eine Gedenktafel im Erzbischöflichen St.-Anna-Gymnasium, wo die Caritas früher ihre Büros hatte, an Maria Husemann.

## Schriften
- Mein Widerstandskampf gegen die Verbrechen der Hitler-Diktatur. Hrsg. vom Wuppertaler Stadtdechant und vom Katholikenrat 1983.